# Castelmoron-sur-Lot
 Castelmoron-sur-Lot  es una población y comuna francesa, en la región de Aquitania, departamento de Lot y Garona, en el distrito de Marmande y cantón de Castelmoron-sur-Lot.

## Demografía
| 1528 | 1547 | 1444 | 1527 | 1662 | 1664 |
| Para los censos de 1962 a 1999 la población legal corresponde a la población sin duplicidades (Fuente: INSEE [Consultar]) |      |      |      |      |      |